# 鳥養利三郎
鳥養 利三郎（とりがい りさぶろう、1887年2月8日 - 1976年9月24日 ）は、日本の電気工学者。工学博士（1925年）。京都大学名誉教授。元京都大学総長。従二位勲一等、元日本学士院会員、文化功労者。京都市名誉市民。徳島県生まれ。
黎明期の日本の電気工学界を支えた重鎮。高電圧過渡現象の測定や高周波焼入に関する研究で業績を上げた。また、教育行政においても手腕を発揮し、京都大学総長・電気学会会長・大学基準協会副会長などを務めた。特に、京都大学総長としては、戦後の混乱期を支えた名総長として知られている。

## 略歴

### 学歴
- 1887年2月 - 徳島県板野郡堀江村（現・鳴門市）に生まれる
- 1906年3月 - 徳島県立徳島中学校（現・徳島県立城南高等学校）卒業
- 1909年7月 - 第三高等学校卒業
- 1912年12月 - 京都帝国大学理工科大学電気工学科卒業
- 1925年7月 - 工学博士。博士論文は「特別高圧変圧器の設計について」。

### 職歴
- 1912年12月 - 京都帝国大学理工科大学電気工学科講師
- 1914年7月 - 京都帝国大学工科大学電気工学科助教授
- 1919年2月 - 京都帝国大学工学部電気工学科助教授
- 1923年1月 - 京都帝国大学工学部電気工学科教授（電気工学第三講座）
- 1932年5月 - 京都帝国大学評議員（1934年5月まで）[2]
- 1941年9月 - 京都帝国大学工学部長（1943年9月まで）[3]
- 1943年10月 - 京都帝国大学工学研究所長（1945年10月まで）[4]
- 1945年11月 - 京都帝国大学（1947年以降、京都大学）総長（1951年11月まで）[5]
- 1951年11月 - 京都大学名誉教授[6]

#### 学外における役職

##### 文部省関係
- 1940年6月 - 学術研究会議会員
- 1942年12月 - 科学技術審議会委員
- 1947年5月 - 大学設立基準設定協議会員
- 1947年7月 - 大学基準協会副会長
- 1948年4月 - 大学設立委員会副会長
- 1949年9月 - 大学管理法案起草協議会委員[7]

##### 学会関係
- 1944年1月 - 電気学会会長[8]
- 1945年5月 - 照明学会会長
- 1948年6月 - 繊維機械学会会長

##### 財団法人関係
- 1939年11月 - 応用科学研究所理事長[9]
- 1943年4月 - 航空軸受研究所理事長
- 1945年1月 - 生産科学研究協会理事長
- 1945年11月 - 有機合成化学研究所理事長
- 1945年11月 - 日本化学繊維研究所理事長
- 1947年1月 - 生活科学研究所理事長
- 1947年10月 - 防災研究協会理事長
- 1956年4月 - 湯川記念財団理事長[10]
- 1967年5月 - 応用科学研究所会長[11]

##### その他
- 1948年12月 - 日本学術会議会員
- 1949年10月 - 日本学士院会員[12]
- 1961年8月 - 日本ユネスコ国内委員会会長

## 受賞・叙勲歴
- 1937年11月 - 勲二等瑞宝章受章[13]
- 1940年12月 - 従三位に叙せられる
- 1954年4月 - 藍綬褒章受章
- 1961年10月 - 京都市名誉市民[1]
- 1964年11月 - 勲一等瑞宝章受章[14]
- 1967年10月 - 文化功労者
- 1974年11月 - 勲一等旭日大綬章受章[15]
- 1976年9月 - 従二位に叙せられる[16]

## その他
- 1947年（昭和22年）6月10日、昭和天皇が京都に行幸（昭和天皇の戦後巡幸）した際、湯浅八郎（同志社大学総長）、末川博（大阪大学総長）、岩崎卯一（関西大学学長）、神崎驥一（関西学院大学院長）とともに京都大宮御所に召し出され、座談会形式で「最近の学内事情」について奏上を行った[17]。